# دجاجة الماء الأرجوانية

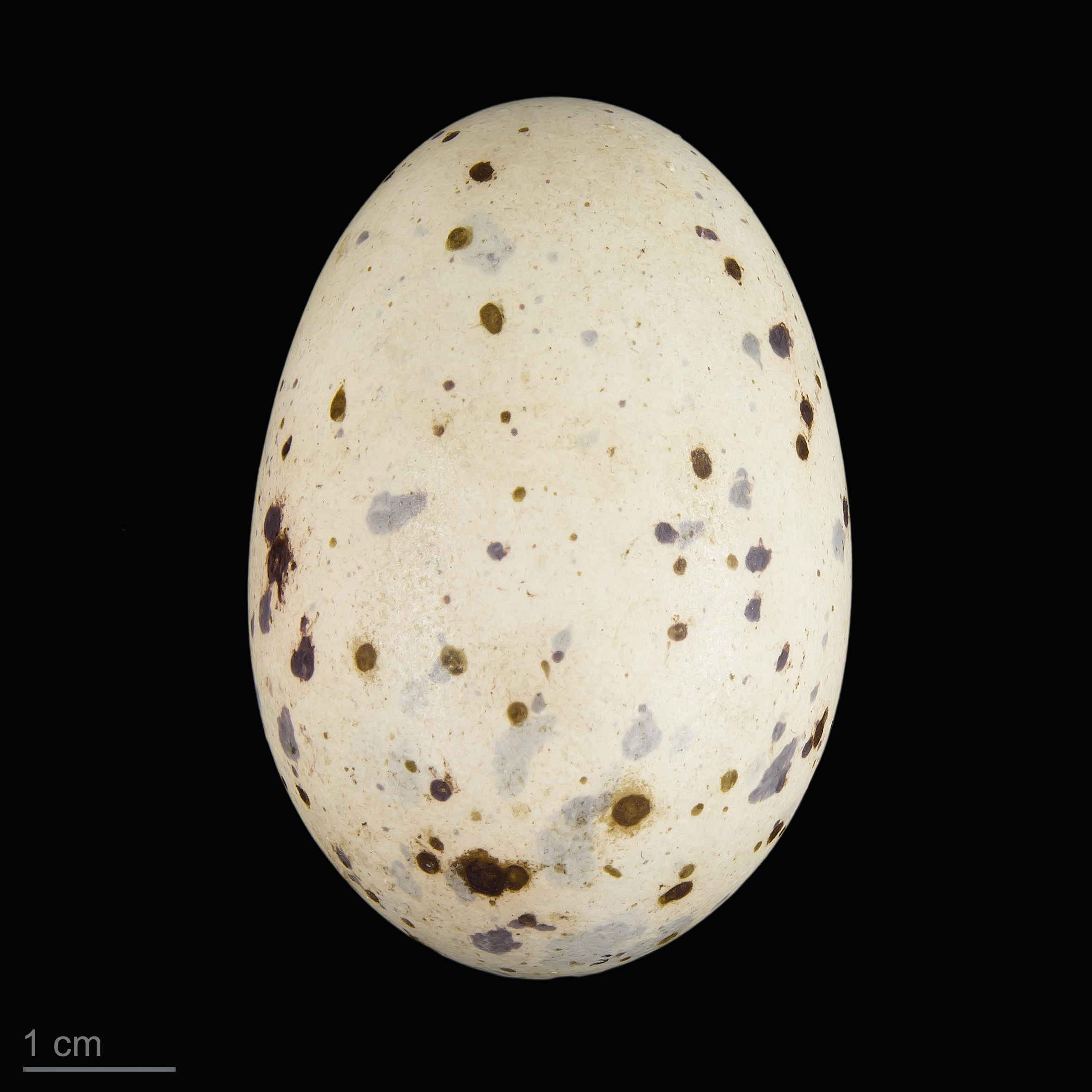
Porphyrio porphyrio

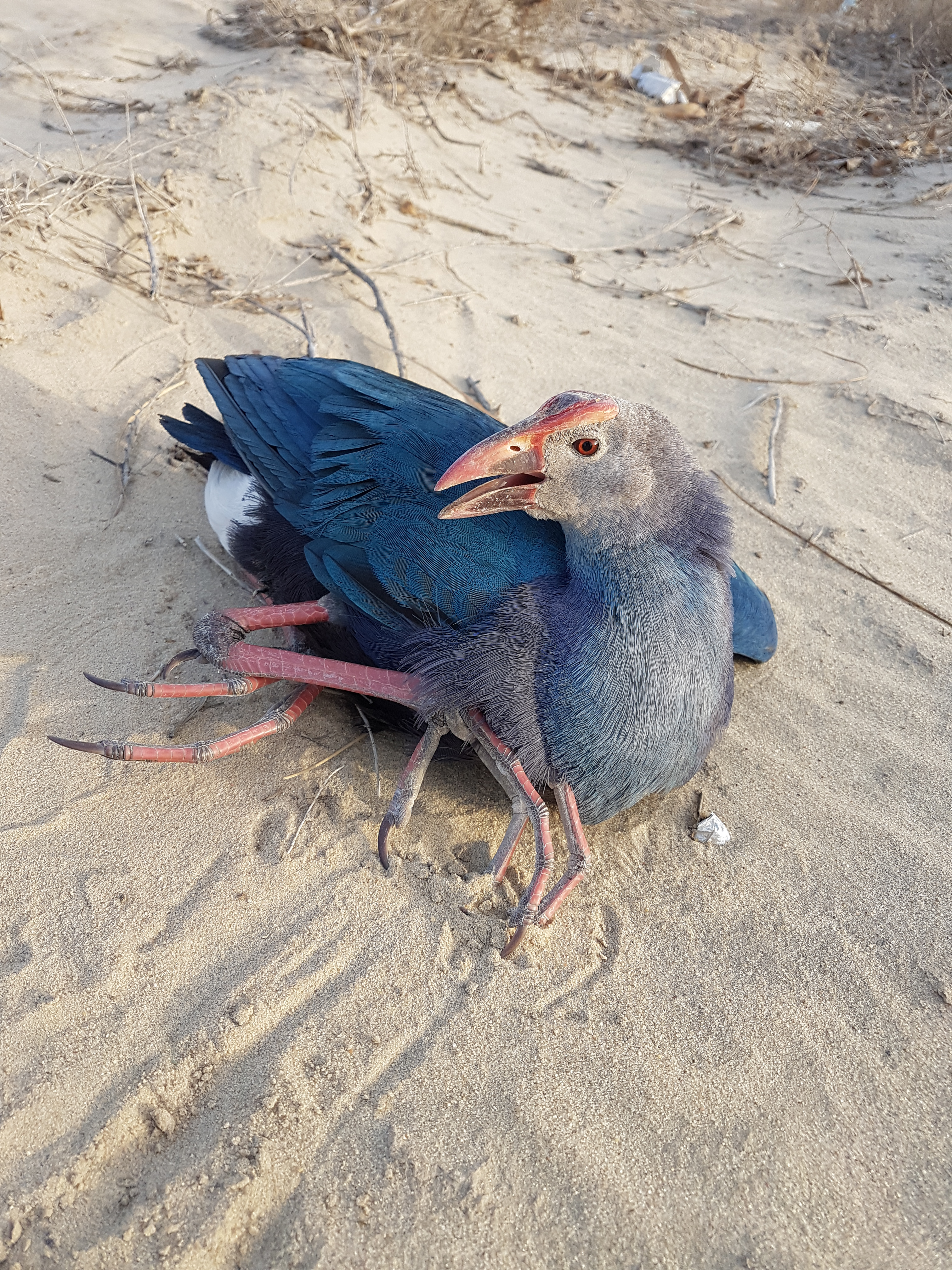

دجاجة الماء الأرجوانية او الفرفر الأرجواني (الاسم العلمي: Porphyrio  porphyrio) (بالإنجليزية: Purple  Swamphen)‏ هو طائر ينتمي إلى طيور المرعة. تتواجد بأسبانيا و البرتغال و جنوب شرق فرنسا و شمال غرب أفريقيا (المغرب و الجزائر و تونس).